# Saskia Budgett
Saskia Elizabeth Hope Budgett, född 21 september 1996 i London, är en brittisk roddare.
Hon har studerat vid University of California, Los Angeles.

## Karriär
I april 2021 tog Nixon brons tillsammans med Holly Nixon i dubbelsculler vid EM i Varese.